# فيليب كي
فيليب كي (بالإنجليزية: Philip Key)‏ (و. 1750 – 1820 م) هو سياسي، ومحامي أمريكي، ولد في مقاطعة سانت ماري (ماريلاند)، توفي في مقاطعة سانت ماري (ماريلاند)، عن عمر يناهز 70 عاماً.

## مناصب
تولى منصب عضو مجلس النواب الأمريكي
- عضو مجلس النواب لولاية ماريلند  [لغات أخرى]‏

.